# Királyok völgye 53

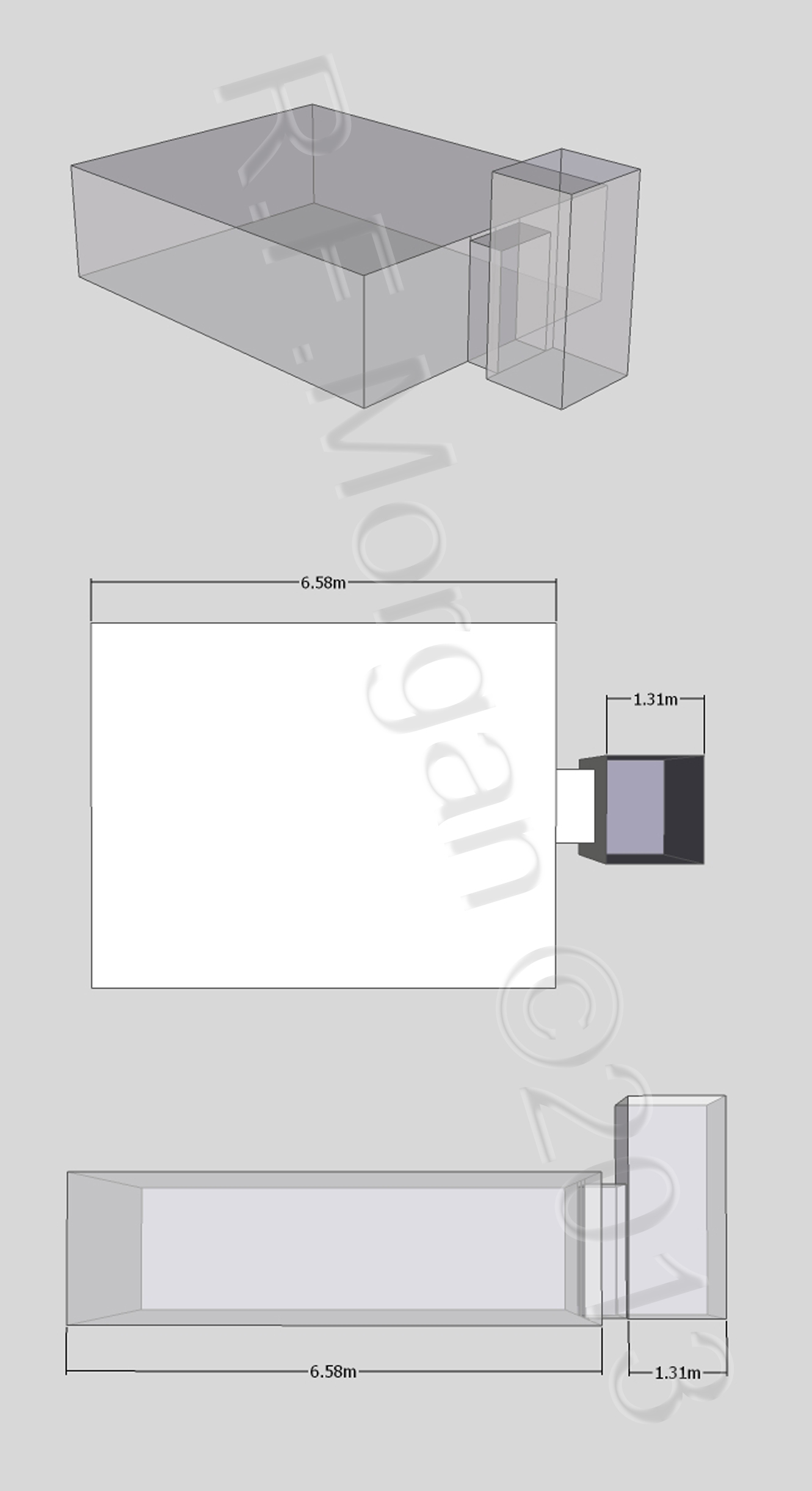
A sír izometrikus képe, alaprajza és oldalnézeti metszete egy 3D-modell alapján

A Királyok völgye 53 (KV53) egy egyiptomi sír a Királyok völgye keleti völgyében, a délnyugati vádiban. Edward R. Ayrton fedezte fel 1905-ben. Tulajdonosa ismeretlen, valószínűleg nem királysírnak épült.
A sírt már az ókorban kirabolták. Jelenleg törmelékkel teli és nem látogatható; belseje 20. század eleji feljegyzésekből ismert. Egyenes tengelyű, mély aknából és egy nagy, befejezetlen és díszítetlen kamrából áll; 8,44 m hosszú, területe 36,56 m². Mészkő osztrakonok mellett egy Meretszeger istennőnek állított mészkősztélé került elő belőle, rajta „Hori, az Igazság Helyének főírnoka” felirat áll. Az „Igazság Helye” a ma Dejr el-Medina nevű településre utal, melyben a királysírokon dolgozó munkások éltek. További osztrakonok kerültek elő a sír bejárata fölé a XX. dinasztia idején emelt munkáskunyhók romjaiból.
A környéken 2009/10 telén végzett ásatások során XVIII. dinasztia korabeli festett kék cserepek, szerszámok, valamint hieratikus írással és rajzokkal ellátott osztrakonok kerültek elő a KV50, KV51, KV52 és KV53 sírok közelében; az osztrakonokon áldozatot bemutató királyné képe, valamint erotikus jelenetek és II. Ramszesz kartusai láthatóak.

## Külső hivatkozások
- Theban Mapping Project: KV53